# 安迪·迪乌夫
安迪·阿吕纳·迪乌夫（法語：Andy Alune Diouf，2003年5月17日—），法国男子足球运动员。他曾代表法国国家队参加2024年夏季奥林匹克运动会男子足球比赛，获得一枚银牌。